# Рождественка (Беляевский район)
Рождественка — село в Беляевском районе Оренбургской области в составе Крючковского сельсовета.

## География
Находится вблизи левого берега реки Урал примерно в 50 км к северо-западу от села Беляевка и в 50 км к востоку от Оренбурга. Вдоль южной окраины села проходит автодорога Оренбург — Беляевка.

## Климат
Климат континентальный с холодной часто малоснежной зимой и жарким, сухим летом. Средняя зимняя температура −15,8 °C; Средняя летняя температура +21,2 °C. Абсолютный минимум температур −44 °C. Абсолютный максимум температур +42 °C. Среднегодовое количество осадков составляет 320 мм в год.

## История
Поселение было основано по одним данным в 1914, по другим — в 1916 (1917) году как отрубной участок № 151 — хутор Рождественский. Впервые хутор Рождественский (отруб) упоминается в списках населённых пунктов 1923 года по Оренбургскому уезду по Крючковской волости при 8-м ауле (тогда в нём было уже 83 двора и 410 душ населения). В 1925 году село Рождественка стало центром организованного Рождественского сельского совета. В 1930 году в селе был организован колхоз «Путь к социализму», который в 1957 году был реорганизован в одно из отделений крупного совхоза им Ленина.

## Население
| 2010 |
| ---- |
| 332  |

Постоянное население составляло 452 человека в 2002 году (казахи 38 %, русские 49 %).